# 55.º Regimiento Antiaéreo (motorizado mixto) - 1944
El 55.º Regimiento Antiaéreo (motorizado mixto) (Flak-Regiment. 55 (gem. mot.)) fue una unidad de la Luftwaffe durante la Segunda Guerra Mundial.

## Historia
Fue formado en diciembre de 1944(?) a partir del 173.º Batallón Pesado Antiaéreo (6. - 10. Baterías del 1./112.º Batallón Pesado Antiaéreo, 1./572.º Batallón Pesado Antiaéreo, 6./401.º Batallón Pesado Antiaéreo, 7./838.º Batallón Pesado Antiaéreo y 5./345.º Batallón Pesado Antiaéreo [RAD 10./241]).

## Servicios
- 1944 – 1945: en el área de Niederrhein, VI Comando Aéreo.